# Museu de Paleontologia de Marília
O Museu de Paleontologia de Marília é um museu de ciências localizado em Marília, São Paulo, Brasil. É um dos poucos museus dedicados exclusivamente à paleontologia no país. A instituição foi criada em 25 de novembro de 2004, por conta das escavações realizadas pelo paleontólogo William Nava que desde 1993 coleta fósseis de dinossauros e outros animais pré-históricos na região de Marília e outras localidades do oeste do estado de S. Paulo.
Os fósseis  em exposição pertencem a dinossauros saurópodes (principalmente  Titanossauros, que eram herbívoros e quadrúpedes), crocodilos (Mariliasuchus amarali  e Adamantinasuchus navae), invertebrados, icnofósseis(como ovos fossilizados), duas réplicas de dinossauros, uma do Titanossauro com 12 metros de comprimento na área externa  e uma do Abelissauro com 4 metros, dentro do Museu.
Também faz parte do seu acervo o holótipo do gênero Navaornis, um importante elo evolutivo entre as aves primitivas e as aves modernas.
Além disso, o Museu disponibiliza ao público um tótem com informações relacionadas à paleontologia, óculos 3D de realidade virtual e QR Code, tornando a visita muito mais atrativa.

O Museu de Paleontologia foi recentemente reinaugurado ao público, atendendo de terça a sextas feiras, das 09 às 17 horas, e aos sábados, das 13 às 18 horas, com entrada gratuita.